# Хаєнти
Хаєнти (пол. Chajęty) — село в Польщі, у гміні Домбрувка Воломінського повіту Мазовецького воєводства.
Населення — 458 осіб (2011).
У 1975-1998 роках село належало до Остроленцького воєводства.

## Демографія
Демографічна структура станом на 31 березня 2011 року:
|          | Загалом | Допрацездатний вік | Працездатний вік | Постпрацездатний вік |
| -------- | ------- | ------------------ | ---------------- | -------------------- |
| Чоловіки | 226     | 54                 | 146              | 26                   |
| Жінки    | 232     | 50                 | 138              | 44                   |
| Разом    | 458     | 104                | 284              | 70                   |